# Василёво (Пудегский сельсовет)
Василёво — деревня в Вологодском районе Вологодской области.
Входит в состав Старосельского сельского поселения (с 1 января 2006 года по 8 апреля 2009 года входила в Пудегское сельское поселение), с точки зрения административно-территориального деления — в Пудегский сельсовет.
Расстояние до районного центра Вологды по автодороге — 43 км, до центра муниципального образования Стризнево по прямой — 16 км. Ближайшие населённые пункты — Филино, Янгосарь, Щетниково.
В деревне родился Герой Социалистического Труда Феликс Васильевич Овсянников (1928—2002), слесарь-наладчик Ленинградского конденсаторного завода «Кулон».

## Население
По данным переписи в 2002 году постоянного населения не было.
| 2002 | 2010 |
| ---- | ---- |
| 0    | →0   |